# الدوري البيروي لكرة القدم 2008
الدوري البيروفي لكرة القدم 2008 (بالإسبانية: Campeonato Descentralizado 2008)‏ هو الموسم 92 من الدوري البيروفي لكرة القدم. أشرف على تنظيمه اتحاد بيرو لكرة القدم، وكان عدد الأندية المشاركة فيه 14، وفاز فيه Club Deportivo Universidad de San Martín de Porres ‏.